# Alexandra Grey

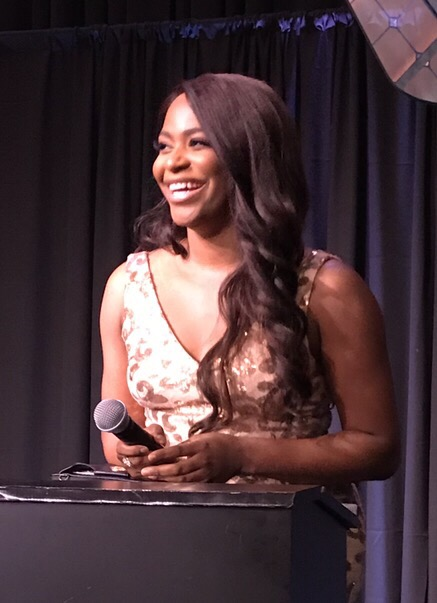
Alexandra Grey auf einer Veranstaltung im März 2019

Alexandra Jordan Grey (geboren 4. Januar 1991 in Chicago) ist eine US-amerikanische Schauspielerin. Bekannt wurde sie vor allem durch wiederkehrende Nebenrollen in Fernsehserien, beispielsweise Melody Barnes in Empire, Elizah Parks in Transparent und Denise Lockwood in Chicago Med. Ihre erste Film-Hauptrolle spielte sie 2020 als Gossamer Bryant im Drama Gossamer Folds.

## Leben
Alexandra Grey wurde 1991 in Chicago geboren, wo sie auch aufwuchs. Sie lebte in verschiedenen Pflegefamilien und wusste nach eigenen Angaben bereits als Kleinkind, dass sie trans war. Sie vertraute sich nicht ihren Pflegeeltern an, weil dieses Thema in der afroamerikanischen Gemeinschaft tabu sei. Nach ihrem High-School-Abschluss outete sich Grey, als sie sich noch männlich präsentierte, gegenüber ihren Eltern als homosexuell, was diese zwar akzeptieren, sie allerdings des Hauses verwiesen, als sie ihnen gestand, eine trans Frau zu sein. Daraufhin begab sie sich nach Los Angeles, wo sie zunächst in einer Obdachlosen-Unterkunft für LGBT-Personen unterkam, bis sie sich eine eigene Wohnung leisten konnte. Da Grey eine Karriere als Schauspielerin oder Sängerin beginnen wollte, schrieb sie sich an der California State University, Northridge ein, an der sie das Fach Theaterwissenschaften belegte, und unterzog sich einer geschlechtsangleichenden Maßnahme.

## Karriere
Nachdem Grey bereits einige kleine Rollen in Fernsehserien wie Glee und Chasing Life spielte, wurde sie 2016 für Transparent in ihrer ersten größeren Nebenrolle verpflichtet. In der Serie verkörperte sie die Jugendliche Elizah, die wie Grey früher auch in Los Angeles in einer Pflegefamilie lebt und mit Transphobie ihres Umfelds zu kämpfen hat. Deswegen spielt sie mit dem Gedanken, sich das Leben zu nehmen, weswegen sie eine Telefonseelsorge für queere Personen anruft und dort ins Gespräch mit der Hauptfigur Maura (Jeffrey Tambor) kommt, der sie ihre Probleme schildert.
Im selben Jahr spielte Grey weitere Nebenrollen in Fernsehserien, so war sie in Code Black als Frau zu sehen, die sich mit ihrer Vergangenheit auseinandersetzen muss, weil diese in Verbindung zu ihren schweren Magenschmerzen stehen. In einer Folge von Drunk History verkörperte sie die Aktivistin Marsha P. Johnson. Sie reichte die Episode und die Transparent-Folge für eine mögliche Nominierung in der Kategorie Beste Gastdarstellerin in einer Comedy-Fernsehserie bei der Primetime-Emmy-Verleihung 2017 ein, wurde aber letztlich nicht berücksichtigt. In Chicago Med spielte Grey Denise, Schwester der leitenden Krankenpflegerin Maggie Lockwood (Marlyne Barrett). Nachdem Denise wegen eines Unfalls in die Klinik eingeliefert wird, stellen die Ärzte bei ihr Prostatakrebs fest, der auf einen Kunstfehler während ihrer geschlechtsangleichenden Operation zurückzuführen ist.
2017 war Grey in der Miniserie When We Rise zu sehen. Diese erzählt die Geschichte der Lesben- und Schwulenbewegung in den Vereinigten Staaten. Grey verkörpert Seville, eine Aktivistin und Mitglied einer LGBT-freundlichen Kirchengemeinde, die trotz ihrer Transidentität in einem Männergefängnis einsaß und ihren Lebenspartner durch AIDS verlor. Als sie zusammen mit einem Komplizen Gegenstände aus dem Auto der Hauptfigur Ken (Michael K. Williams) entwendet, bekommt die Gemeinde Ärger, durch den das Essens-Programm der Kirche für Bedürftige seine Zulassung zu verlieren droht. Ebenfalls 2017 war Grey gemeinsam mit anderen trans Darstellenden wie Trace Lysette und Elliot Fletcher in einem von der Schauspielerin Jen Richards erdachten und unter anderem von der Gay and Lesbian Alliance Against Defamation produzierten Video zu sehen. In diesem forderten sie Studio-Verantwortliche und Filmproduzenten in Hollywood auf, die Anzahl der Filme mit trans Charakteren zu erhöhen beziehungsweise trans Personen allgemein öfters für große Produktionen zu verpflichten, weil durch die erhöhte Sichtbarkeit das Thema Transidentität in der Öffentlichkeit mehr diskutiert werden würde, so ließe sich auch die gesellschaftliche Situation von trans Personen verbessern, die oft Angriffen ausgesetzt seien.

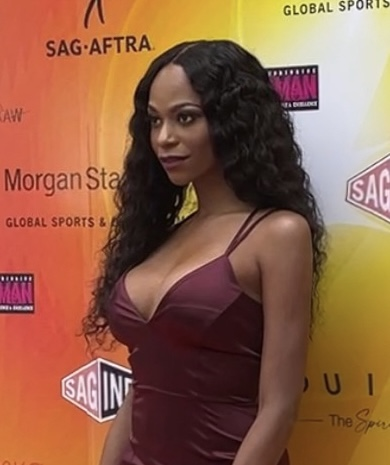
Grey bei einer Preisverleihung 2022

Im Herbst 2018 wurde Grey in ihrer ersten Film-Hauptrolle besetzt. In Gossamer Folds spielt sie die junge Frau Gossamer, die zusammen mit ihrem Vater Edward (Franklin Ojeda Smith) und ihrem Freund Jimbo (Ethan Suplee) in einer Kleinstadt in Kansas lebt. Als dort der Zehnjährige Tate (Jackson Robert Scott) mit seinen Eltern hinzieht, freundet er sich mit Gossamer und ihrem Vater an, obwohl dies seinem Vater Billy (Shane West) missfällt. Als sich die Beziehung zwischen Tates Eltern verschlechtert und Billy die Familie verlässt, kommt Tate häufig bei Gossamer und ihrem Vater unter, da seine Mutter Frannie (Sprague Grayden) viele Stunden lang arbeiten muss.
2019 spielte Grey eine Hauptrolle in dem mit dem Student Academy Award ausgezeichneten Kurzfilm Miller & Son, in dem es um eine Automechanikerin geht, die tagsüber das Geschäft ihrer Eltern führt und erst nachts ihre Feminität ausleben kann, wobei diese beiden Rollen eines Tages aufgrund eines unvorhergesehenen Zwischenfalls aus dem Gleichgewicht zu geraten drohen. Im Juni war Grey Teil einer Pride-Kampagne von Absolut Vodka anlässlich des 50. Jahrestags der Aufstände in Stonewall. Im September stieß sie zum Ensemble der Serie Empire dazu. Sie spielte Melody Barnes, eine Singer-Songwriterin, die von der Hauptfigur Lucious Lyon (Terrence Howard) unter Vertrag genommen, dann aber wegen ihrer Geschlechtsidentität entlassen wurde. Zehn Jahre später feiert Melody ein Comeback als Backgroundsängerin und Stimmtraininerin.
Anlässlich des Juneteenth interpretierte Grey zusammen mit anderen afroamerikanischen Filmschaffenden wie Audra McDonald, Sterling K. Brown, Renée Elise Goldsberry und Joe Morton 2020 per Videoschalte von zuhause aus für das Public Theater in New York City den Monolog Sein oder Nichtsein, das ist hier die Frage aus dem Shakespeare-Stück Hamlet. Im Oktober war sie in der Dokudrama-Serie Equal auf HBO Max über die früheren Jahre der LGBT-Gemeinschaft in den Vereinigten Staaten als Lucy Hicks Anderson zu sehen, eine von den 1920er bis 1940er Jahren beliebte Persönlichkeit der High Society in Oxnard.
2021 wurde Grey für die CBS-Serie MacGyver verpflichtet. Sie wurde in der Rolle der Parker besetzt, einer Ingenieurin aus Phoenix und neues Mitglied im Team des titelgebenden Protagonisten. Im selben Jahr verkörperte sie eine weitere Hauptrolle in einem Spielfilm. In Replica spielt sie eine aufstrebende Schauspielerin, die auf dem Weg nach Los Angeles in einem Vorort der Stadt festsitzt. Dort begegnet sie einem Drogendealer, der sich trotz seiner rechtsextremen Ansichten in sie verliebt, wobei beide durch seine Geschäfte in Gefahr geraten. Im November wurde Grey erneut in einer Hauptrolle besetzt. In der Independent-Produktion Dope Queens verkörpert sie eine Frau, die zusammen mit zwei Freunden eine Partynacht im Stadtviertel Tenderloin von San Francisco verbringt.
Im März 2022 war Grey in ihrer ersten Theaterrolle zu sehen. Am City Center in New York verkörperte sie Queen, die Protagonistin in einer Adaption des Broadway-Werks The Life. Das Stück, bei dem Greys Kollege Billy Porter als Drehbuchautor und Regisseur fungierte, handelt von einer Gruppe trans Prostituierter, die sich in den 1980er Jahren in New York gegen die ihnen widerfahrenen Diskriminierungen behaupten will.

## Filmografie (Auswahl)
- 2012: All About Lizzie (Webserie, zwei Folgen)
- 2012: I Do
- 2012: K-11 – Der Knast
- 2013–2014: Jess Like Me (Fernsehserie, 16 Folgen, auch Drehbuch)
- 2013: Liebe im Gepäck (Baggage Claim)
- 2015: Glee (Fernsehserie, Episode 6x7)
- 2015: Straight Outta Compton
- 2015: Chasing Life (Fernsehserie, Episode 2x7)
- 2016–2019: Chicago Med (Fernsehserie, zwei Folgen)
- 2016–2019: Transparent (Fernsehserie, zwei Folgen)
- 2016: Code Black (Fernsehserie, Episode 2x2)
- 2016: Drunk History (Fernsehserie, Episode 4x3)
- 2017: When We Rise (Fernsehserie, zwei Folgen)
- 2017: Doubt (Fernsehserie, Episode 1x6)
- 2019: How to Get Away with Murder (Fernsehserie, Episode 6x3)
- 2019: Razor Tongue (Fernsehserie, drei Folgen)
- 2019–2020: Empire (Fernsehserie, sechs Folgen)
- 2020: The Alienist – Die Einkreisung (The Alienist, Fernsehserie, Episode 2x7)
- 2020: Disclosure: Hollywoods Bild von Transgender (Disclosure: Trans Lives on Screen, Dokumentarfilm, Interviewpartnerin)
- 2020: Gossamer Folds
- 2020: Equal (Fernsehserie, Episode 1x2)
- 2021: MacGyver (Fernsehserie, vier Folgen)
- 2022: The Mistress
- 2022: Law & Order: Special Victims Unit (Fernsehserie, Episode 24x7)
- 2023: Atlanta Medical (The Resident, Fernsehserie, Episode 6x12)
- 2023: Married by Mistake